# Giv'on HaHadasha
Giv'on HaHadasha (hebreiska: גבעון החדשה) är en judisk bosättning på  Västbanken. Den ligger i den nordöstra delen av landet. Giv'on HaHadasha ligger 755 meter över havet och antalet invånare är 1 097.
Terrängen runt Giv'on HaHadasha är huvudsakligen kuperad, men åt nordost är den platt. Runt Giv'on HaHadasha är det tätbefolkat, med 982 invånare per kvadratkilometer. Närmaste större samhälle är Jerusalem, 10,3 km sydost om Giv'on HaHadasha. Runt Giv'on HaHadasha är det i huvudsak tätbebyggt.